# La Aldea (Oña)
La Aldea o La Aldea del Portillo de Busto es una localidad del municipio burgalés de Oña, en la Comunidad Autónoma de Castilla y León (España). 

## Localidades limítrofes
Confina con las siguientes localidades:
- Al noreste con Valderrama.
- Al este con Zangández.
- Al sur con Marcillo.
- Al suroeste con Soto de Bureba.
- Al oeste con Barcina de los Montes.
- Al noroeste con Ranera.

## Historia
Así se describe a La Aldea en el tomo I del Diccionario geográfico-estadístico-histórico de España y sus posesiones de Ultramar, obra impulsada por Pascual Madoz a mediados del siglo XIX:

ALDEA DEL PORTILLO DE BUSTO: villa con ayuntamiento en la provincia, diócesis, audiencia territorial y capitanía general de Burgos (12 leguas), partido judicial de Briviesca (6); Situada en la falda de una sierra rodeada por otras de bastante elevación, que se enlazan con las de Frías, Oña y Pancorbo; la baten los vientos N, S y O, y su clima es sano. Componen la población 17 casas de un solo piso, de tosca construcción y sin ningún orden ni comodidad; tiene escuela de primeras letras, concurrida por 10 alumnos de ambos sexos, que aprenden a leer, escribir y la doctrina cristiana; el maestro no tiene asignación alguna por la municipalidad; sus honorarios consisten en la cantidad convenida con los padres de los discípulos. La iglesia parroquial, servida por un cura párroco, está dedicada a San Cosme y San Damián, cuya fiesta se celebra el día 27 de septiembre; hay un cementerio en el lugar que antes ocupó la ermita, que llamaban de los Mártires, bien ventilado y sin que pueda perjudicar a la salubridad pública. Confina el término por N con el de Ranera, por E con el de Zangández, por S con el de Busto, y por O con el de Barcina, extendiéndose su jurisdicción poco más de ½ cuarto de legua, excepto por el E que llega a ¼; en esta circunferencia se encuentran tres montes llamados la Dehesilla, los Lagos y Pedrajas de Llano. El terreno si no es de la mejor calidad, no deja por eso de ser bastante fértil, especialmente la parte que disfruta de riego; cruza por el término un río sin nombre que nace en el partido judicial de Miranda de Ebro, el cual recibe incremento con los sobrantes de las fuentes denominadas la Presa, Mosquito y Ayalejo, que surten a los habitantes de ricas aguas. Con este refuerzo puede el mencionado río dar impulso a la rueda de un molino harinero, único que hay en la villa. De las 3.000 fanegas de tierra que abraza la jurisdicción, se cultivan 120 de primera calidad, 180 de segunda, y 100 de tercera, poniendo en juego todos los años como 260 fanegas, y dejando descansar el resto por no sufrirlo el terreno; la parte inculta abraza 2.600, la que por su escabrosidad nada podría prometer en el caso de quererla trabajar, así que solo está destinada a prados que crían buenos pastos para el ganado. Los caminos son de pueblo a pueblo. Producciones: trigo, cebada, avena, centeno, yeros, patatas, lino, cáñamo, leña y algunas maderas; ganado lanar, cabrío, caballar, vacuno y de cerda. Población: 15 vecinos, 54 almas. Capital productivo: 329.200 reales; Imponible: 31.755.
Diccionario geográfico-estadístico-histórico de España y sus posesiones de Ultramar

## Demografía
Evolución de la población
| Gráfica de evolución demográfica de La Aldea entre 2000 y 2019     |
|                                                                    |
| Población de derecho (2000-2019) según el padrón municipal del INE |

Después del censo de 1857, se integra en Barcina de los Montes.